# Per Eklund (ishockeyspelare)
Per Olof Eklund, född 9 juli 1970, är en svensk ishockeytränare och före detta ishockeyspelare. Han påbörjade sin spelarkarriär i moderklubben Sollentuna HC. Han gjorde seniordebut med Väsby IK, med vilka han också debuterade i Elitserien säsongen 1987/88. Efter sex säsonger i Division I, varav två med Huddinge IK, anslöt han till Djurgårdens IF i Elitserien säsongen 1994/95. Efter denna säsong utsågs han till årets rookie.
Sommaren 1995 NHL-draftades han av Detroit Red Wings i den sjunde rundan som 182:a spelare totalt. Efter ytterligare två säsonger med Djurgården flyttade han till Nordamerika där han tillbringade en säsong med Red Wings farmarlag Adirondack Red Wings i AHL. Därefter återvände han till Djurgården med vilka han vann SM-guld säsongen 1999/00. Efter en säsong i tyska Krefeld Pinguine tillbringade Eklund fyra säsonger med Linköping HC i Elitserien. Efter ytterligare en återkomst till Djurgården 2005, och en kort sejour med Straubing Tigers i Tyskland säsongen därpå, avslutade Eklund karriären med spel för moderklubben Sollentuna HC i Division 2.
Eklund gjorde A-landslagsdebut 1995 och tog ett VM-silver två år senare. Totalt spelade han 78 A-landskamper. Som junior representerade han Sverige vid JEM i Tjeckien 1988.

## Karriär

### Klubblag

#### 1987–1994: Början av karriären
Under Eklunds uppväxt sysselsatte han sig med en rad olika sporter; bland annat fotboll, bandy, innebandy och ishockey. Han spelade fotboll för Helenelunds IK och började spela organiserad ishockey för moderklubben Sollentuna HC. Efter tid började han spela juniorishockey för Väsby IK, med vilka han gjorde seniordebut säsongen 1987/88 i Allsvenskan. Säsongen 1988/89 varvade han spel i juniorlaget och seniorlaget. Han spelade 17 grundseriematcher i Division I där Väsby misslyckades att ta sig till Allsvenskan då man slutade på tredje plats i den östra divisionen. I play-off slogs Väsby ut i den tredje rundan av IF Björklöven med 2–0 i matcher. I sin första kompletta säsong i Division I (1989/90) var Eklund en av lagets poängmässigt bästa spelare. På 32 grundseriematcher stod han för 34 poäng (12 mål, 22 assist) och slutade på tredje plats i den interna poängligan. Laget misslyckades åter att ta sig till Allsvenskan och slog omgående ut i play-off med 2–0 i matcher mot Tyringe SoSS.
Eklund spelade ytterligare två säsonger för Väsby där han fortsatt höll en hög poängproduktion. 1990/91 stod han för 31 poäng på 26 matcher där Väsby slogs ut i play-off 2 av IF Mölndal Hockey. Den följande säsongen vann Eklund lagets interna poängliga och gjorde sin poängmässigt bästa säsong i Division I med 37 poäng på 29 grundseriematcher (13 mål, 24 assist). Väsby misslyckades att ta sig till play off och detta kom att bli Eklunds sista säsong i klubben. 1992 värvades Eklund till Huddinge IK och vann omgående lagets interna poängliga under sin första säsong i klubben. På 36 grundseriematcher stod han för 45 poäng, varav 22 mål. Laget slutade på andraplats i Allsvenskan och förlorade därefter seriefinalen mot Västra Frölunda HC. I den följande Kvalserien slutade man på sista plats sedan man endast vunnit en match. Säsongen 1993/94 stod Eklund för 31 poäng på 35 matcher. Han vann lagets interna skytteliga, tillsammans med Nichlas Falk, med 20 gjorda mål. Slutspelet blev en besvikelse för Huddinge som slogs ut i play off 3 med 2–0 i matcher mot IF Troja-Ljungby.

#### 1994–2000: Djurgårdens IF
Inför säsongen 1994/95 anslöt Eklund till Djurgårdens IF. Han gjorde Elitseriedebut, samt sitt första mål i ligan, den 22 september 1994 i en 2–4-seger mot Rögle BK. Djurgården vann grundserien och Eklund slutade på andraplats i lagets interna poängliga bakom Charles Berglund. På 40 matcher stod han för 29 poäng; med 19 mål slutade han tvåa i Elitseriens skytteliga. I slutspelet slogs laget ut med 3–0 i matcher av HV71. Eklund utsågs denna säsong till årets rookie i Elitserien. Under sommaren 1995 NHL-draftades Eklund av Detroit Red Wings i den sjunde rundan som 182:a spelare totalt.
I sin andra säsong med Djurgården noterades Eklund den 26 oktober 1995 för sitt första hattrick i Elitserien då HV71 besegrades med 8–3. Han slutade på delad sjätteplats i Elitseriens skytteliga med 17 mål och vann för andra säsongen i följd lagets interna poängliga. I SM-slutspelet slogs laget ut i kvartsfinal av Färjestad BK med 3–1 i matcher. Eklund missade dock flera av dessa matcher på grund av skador. Säsongen 1996/97 gjorde Eklund sin poängmässigt bästa grundserie i Elitserien; på 50 grundseriematcher stod han för 36 poäng. Laget slutade på tredje plats och Eklund, med 20 mål, slutade på åttonde plats i skytteligan. Den 7 januari 1997 stod han för ett hattrick då AIK besegrades med 4–2. I SM-slutspelet slogs laget återigen ut i kvartsfinalserien, denna gång mot AIK med 3–1 i matcher.
Inför säsongen 1997/98 skrev Eklund ett avtal med Detroit Red Wings. Han spelade dock aldrig för klubben och tillbringade istället hela säsongen med dess farmarklubb Adirondack Red Wings i AHL. Detta blev Eklund första och enda säsong i Nordamerika. Han slutade på tredje plats i lagets interna poäng- och skytteliga. På 72 grundseriematcher stod han för 50 poäng, varav 21 mål. I Calder Cup-slutspelet slogs laget ut i åttondelsfinal efter tre raka förluster mot Albany River Rats.
Eklund återvände till Sverige och Djurgården 1998. Laget slutade på tredje plats i grundserien säsongen 1998/99. Eklund var en av lagets främsta målskyttar med 14 gjorda mål. Totalt noterades han för 23 poäng på 48 grundseriematcher. I slutspelet slogs laget ännu en gång ut i kvartsfinal, mot Brynäs IF med 3–1 i matcher. Djurgården vann grundserien säsongen därpå. Eklund gjorde en poängmässigt bättre säsongen än den föregående; på 50 matcher stod han för 33 poäng. Han tangerade sitt målrekord i grundserien från säsongen 1996/97 (20) och var lagets näst främsta målskytt. I slutspelet slog Djurgården ut Färjestad i kvartsfinal med 4–3 i matcher. Därefter vann man SM guld sedan man vunnit samtliga återstående matcher mot Luleå HF och Modo Hockey (båda med 3–0). På 13 slutspelsmatcher stod Eklund för tre mål och en assistpoäng.

#### 2000–2005: Krefeld Pinguine och Linköping HC
Efter totalt fem säsonger med Djurgården lämnade han klubben åter inför säsongen 2000/01, denna gång för spel med tyska Krefeld Pinguine i DEL. Laget var det sista att inte ta sig till slutspel. Eklund spelade 50 grundseriematcher och noterades för 14 mål och 12 assist. Han var också den i laget med sämst plus/minus-statistik (-10).
Eklund spelade endast en säsong i Tyskland innan han återvände till Sverige där han skrev ett avtal med Linköping HC i Elitserien. Den 29 januari 2002 stod Eklund för sitt första hattrick i Linköping i en 6–3-seger mot Brynäs IF. I sluttampen av säsongen, den 20 februari 2002, meddelades det att Eklund förlängt sitt avtal med Linköping med ytterligare en säsong. Klubben gjorde sin bästa säsong någonsin då man slutade på tionde plats. Eklund vann Linköpings interna poäng- och skytteliga. På 50 grundseriematcher stod han för 34 poäng, varav 16 mål. Under sin andra säsong i klubben slutade laget sist i Elitserien. Eklund vann åter den interna poängligan då han stod för 34 poäng på 50 matcher. Utöver detta var han också den med flest assistpoäng i laget (27). I det följande kvalspelet noterades Eklund för ett hattrick den 7 april 2003 i en 5–2-seger mot Skellefteå AIK. Linköping vann Kvalserien där Eklund var lagets poängbästa spelare och slutade på tredje plats i Kvalseriens poängliga. Han stod för 13 poäng på 10 matcher.
Under första halvan av sin tredje säsong i Linköping bekräftades det den 17 december 2003 att Eklund förlängt sitt avtal med Linköping med ytterligare två säsonger. Detta blev Eklunds femte säsong i Elitseriens grundserie där han nådde över 30 poäng. På 50 matcher stod han för 32 poäng och med 15 mål var han lagets näst bästa målskytt. Linköping tog sig för första gången någonsin till SM-slutspel, där man slogs ut i kvartsfinal av Timrå IK med 4–1 i matcher. På grund av en lockout i NHL säsongen 2004/05 värvades flera NHL-spelare till Linköping och övriga Elitserielag. Eklunds istid minskade därmed och han spelade allt oftare i tredje- eller fjärdekedjan. Han gjorde således också sin poängmässigt sämsta grundserie i Elitserien (sex mål, nio assist på 49 matcher). Linköping slutade på andraplats men slogs i SM-slutspelet ut i kvartsfinal av Södertälje SK med 4–2 i matcher.

#### 2005–2009: Slutet av karriären
Trots ett år kvar på avtalet med Linköping bekräftades det den 28 april 2005 att Eklund lämnat klubben då han lånats ut, och återvänt, till Djurgårdens IF. Den 5 januari 2006 stod han för ett hattrick då Färjestad BK besegrades med 4–2. Nästan två månader senare, den 4 mars, noterades han för ytterligare ett hattrick mot samma motstånd i en 6–7-förlust. Laget slutade på tionde plats och misslyckades därmed att ta sig till SM-slutspel. Tillsammans med Patrick Thoresen var han med 17 mål lagets främsta målskytt under säsongens gång. Totalt stod han för 25 poäng på 50 matcher.
Efter att Eklund inte blivit erbjuden något nytt avtal av Djurgården meddelades det i augusti 2006 att han skrivit ett kontrakt med den tyska nykomlingen i DEL, Straubing Tigers. I november samma år kom rapporter om att Eklund, utan att ha meddelat vare sig klubben eller sin agent, lämnat Tigers. Det framkom att detta skedde på grund av familjeskäl. Vid denna period fick han erbjudande om att spela för Almtuna IS i Hockeyallsvenskan och gjorde sedermera en träning för laget innan han tackade nej.
Eklund anslöt därefter istället till moderklubben Sollentuna HC där han spelade sporadiskt i Hockeytvåan under tre säsonger. Eklund avslutade sin spelarkarriär efter säsongen 2009/10 och har sedan dess haft olika ledarroller inom klubben. Mellan 2010 och 2021 har han varit både huvudtränare och assisterande tränare och tog under denna period klubben till Hockeyettan. Därefter har han haft tränarroller för klubbens J18-lag.

### Landslag
Eklund blev uttagen att spela JEM i Tjeckoslovakien 1988. Sverige slutade på fjärde plats i turneringen där Eklund noterades för fem mål och en assistpoäng.
Eklund gjorde A-landslagsdebut den 11 april 1995 i en 4–2-seger mot Finland. En vecka senare stod han för sitt första landslagsmål i en 2–3-seger mot Tjeckien. Han blev uttagen till sitt första, och enda, VM 1997 i Finland. Sverige vann grupp 2 där enda poängförlusten kom i en 2–2-match mot Lettland. Efter ytterligare en gruppspelsrunda var Sverige kvalificerade för finalspel. I finalen ställdes man mot Kanada i en bäst-av-tre-serie. Sverige vann första matchen (3–2) och förlorade sedan i den andra med 1–3 där Eklund var Sveriges enda målskytt. Sverige tilldelades ett silver sedan man förlorat i den tredje och avgörande matchen med 2–1.

## Statistik

### Klubblag
| 1987–88           | Väsby IK             | Allsvenskan       | 1   | 0   | 0   | 0   | 0   | —  | —  | —  | —  | —  |
| 1988–89           | Väsby IK             | Div. I            | 17  | 3   | 8   | 11  | 8   | 7  | 4  | 1  | 5  | 2  |
| 1989–90           | Väsby IK             | Div. I            | 32  | 12  | 22  | 34  | 40  | 2  | 0  | 1  | 1  | 2  |
| 1990–91           | Väsby IK             | Div. I            | 26  | 18  | 13  | 31  | 24  | 4  | 0  | 0  | 0  | 0  |
| 1991–92           | Väsby IK             | Div. I            | 29  | 13  | 24  | 37  | 26  | —  | —  | —  | —  | —  |
| 1992–93           | Huddinge IK          | Div. I            | 36  | 22  | 23  | 45  | 14  | 9  | 3  | 1  | 4  | 2  |
| 1993–94           | Huddinge IK          | Div. I            | 35  | 20  | 11  | 31  | 40  | 2  | 0  | 0  | 0  | 2  |
| 1994–95           | Djurgårdens IF       | Elitserien        | 40  | 19  | 10  | 29  | 20  | 3  | 1  | 1  | 2  | 4  |
| 1995–96           | Djurgårdens IF       | Elitserien        | 39  | 17  | 10  | 27  | 10  | 1  | 0  | 0  | 0  | 0  |
| 1996–97           | Djurgårdens IF       | Elitserien        | 50  | 20  | 16  | 36  | 12  | 4  | 1  | 0  | 1  | 0  |
| 1997–98           | Adirondack Red Wings | AHL               | 73  | 21  | 29  | 50  | 12  | 3  | 0  | 0  | 0  | 0  |
| 1998–99           | Djurgårdens IF       | Elitserien        | 48  | 14  | 9   | 23  | 49  | 4  | 0  | 0  | 0  | 0  |
| 1999–00           | Djurgårdens IF       | Elitserien        | 50  | 20  | 13  | 33  | 38  | 13 | 3  | 1  | 4  | 6  |
| 2000–01           | Krefeld Pinguine     | DEL               | 50  | 14  | 12  | 26  | 8   | —  | —  | —  | —  | —  |
| 2001–02           | Linköping HC         | Elitserien        | 50  | 16  | 18  | 34  | 16  | —  | —  | —  | —  | —  |
| 2002–03           | Linköping HC         | Elitserien        | 50  | 7   | 27  | 34  | 56  | 10 | 6  | 7  | 13 | 10 |
| 2003–04           | Linköping HC         | Elitserien        | 50  | 15  | 17  | 32  | 24  | 5  | 1  | 3  | 4  | 0  |
| 2004–05           | Linköping HC         | Elitserien        | 49  | 6   | 9   | 15  | 18  | 6  | 0  | 0  | 0  | 2  |
| 2005–06           | Djurgårdens IF       | Elitserien        | 50  | 17  | 8   | 25  | 24  | —  | —  | —  | —  | —  |
| 2006–07           | Straubing Tigers     | DEL               | 20  | 4   | 2   | 6   | 18  | —  | —  | —  | —  | —  |
| 2006–07           | Sollentuna HC        | Div. 2            | 10  | 6   | 11  | 17  | 14  | —  | —  | —  | —  | —  |
| 2007–08           | Sollentuna HC        | Div. 2            | 23  | 11  | 22  | 33  | 28  | —  | —  | —  | —  | —  |
| 2008–09           | Sollentuna HC        | Div. 2            | 11  | 3   | 13  | 16  | 8   | —  | —  | —  | —  | —  |
| Elitserien totalt | Elitserien totalt    | Elitserien totalt | 476 | 151 | 137 | 288 | 267 | 46 | 12 | 12 | 24 | 22 |
| DEL totalt        | DEL totalt           | DEL totalt        | 70  | 18  | 14  | 32  | 26  | —  | —  | —  | —  | —  |

### Internationellt
| År            | Lag           | Turnering     | Matcher | Mål | Assists | Poäng | Utv. |
| ------------- | ------------- | ------------- | ------- | --- | ------- | ----- | ---- |
| 1988          | Sverige U18   | JEM           | 5       | 5   | 1       | 6     | 0    |
| 1997          | Sverige       | VM            | 11      | 3   | 3       | 6     | 0    |
| Junior totalt | Junior totalt | Junior totalt | 5       | 5   | 1       | 6     | 0    |
| Senior totalt | Senior totalt | Senior totalt | 11      | 3   | 3       | 6     | 0    |